# Atlas (álbum)
Atlas es el cuarto álbum de estudio de la banda australiana de metalcore Parkway Drive. Fue lanzado el 26 de octubre de 2012 a través de Resist y Epitaph. El álbum fue producido por Matt Hyde.

## Promoción y lanzamiento
El 9 de septiembre de 2012, Parkway Drive lanzó el primer sencillo del álbum, "Dark Days", junto con un video musical. El 17 de septiembre, Parkway Drive lanzó un adelanto de 10 segundos de "Old Ghost / New Regrets" en una entrevista con Winston McCall en el programa de radio de ABC, The Doctor. El 16 de octubre, Parkway Drive lanzó "Old Ghost / New Regrets" a través del canal de YouTube de Epitaph Records.
El 23 de octubre, el álbum completo estuvo disponible para su transmisión en el canal de YouTube de Epitaph Records. El álbum fue lanzado el 26 de octubre de 2012 a través de Epitaph Records. La banda comenzó a realizar giras en apoyo del álbum en Europa entre el 13 de noviembre de 2012 y el 1 de diciembre de 2012 con las bandas de apertura Emmure, The Word Alive y Structures. El 13 de diciembre, se embarcaron en la gira de lanzamiento de su segundo álbum, a Nueva Zelanda y Australia. La banda actuó como parte del Warped Tour Australia en noviembre y diciembre de 2013.

## Lista de canciones
| N.º | Título                     | Duración |  |
| 1.  | «Sparks»                   | 2:18     |  |
| 2.  | «Old Ghost / New Regrets»  | 2:50     |  |
| 3.  | «Dream Run»                | 4:09     |  |
| 4.  | «Wild Eyes»                | 4:19     |  |
| 5.  | «Dark Days»                | 4:05     |  |
| 6.  | «The River»                | 5:27     |  |
| 7.  | «Swing»                    | 3:32     |  |
| 8.  | «The Slow Surrender»       | 4:14     |  |
| 9.  | «Atlas»                    | 4:09     |  |
| 10. | «Sleight of Hand»          | 4:27     |  |
| 11. | «Snake Oil and Holy Water» | 2:49     |  |
| 12. | «Blue and the Grey»        | 5:47     |  |

## Posicionamiento en lista
| Lista (2012)                           | Posiciones |
| -------------------------------------- | ---------- |
| Alemania (Offizielle Top 100)          | 22         |
| Australia (ARIA)                       | 3          |
| Austria (Ö3 Austria)                   | 33         |
| Bélgica (Ultratop flamenca)            | 74         |
| Bélgica (Ultratop valona)              | 162        |
| Nueva Zelanda (Recorded Music NZ)      | 12         |
| Reino Unido (UK Albums Chart)          | 48         |
| Reino Unido (UK Independent Albums)    | 11         |
| Reino Unido (UK Rock & Metal Albums)   | 3          |
| Suiza (Schweizer Hitparade)            | 57         |
| Estados Unidos (Billboard 200)         | 32         |
| Estados Unidos (Digital Albums)        | 24         |
| Estados Unidos (Independent Albums)    | 5          |
| Estados Unidos (Top Hard Rock Albums)  | 3          |
| Estados Unidos (Top Rock Albums)       | 8          |
| Estados Unidos (Top Tastemaker Albums) | 17         |

## Personal
Parkway Drive
- Winston McCall - voz principal
- Jeff Ling - guitarras
- Luke Kilpatrick - guitarras
- Jia O'Connor - bajo
- Ben Gordon - batería

Músicos adicionales
- Bruce Mann - trompeta en "Blue and the Grey"
- Daniel "The Duke" Alexander - piano en "Atlas"
- Mariah Green - violonchelo en "Sparks" y "Atlas"
- Alison Belle - violín en "Sparks" y "Atlas"
- DJ Snagtoof - tocadiscos en "The Slow Surrender"
- Tim McAfee Lewis, Skip Jennings, Arnae Baston y Reirani Taurima: voces en "Sparks", "The River", "Atlas" y "Blue and the Grey"